# كيني إنغرام
كيني إنغرام (بالإنجليزية: Kenny Ingram)‏ هو لاعب كرة قدم أمريكية أمريكي، ولد في 27 فبراير 1986.

## وصلات خارجية
- كيني إنغرام على موقع مرجع كرة القدم المحترفة.كوم (الإنجليزية)
- كيني إنغرام على موقع JustSportsStats.com (الإنجليزية)